# Anonyx compactus
Anonyx compactus är en kräftdjursart som beskrevs av Gurjanova 1962. Anonyx compactus ingår i släktet Anonyx och familjen Uristidae. Inga underarter finns listade i Catalogue of Life.